# Raphael Holzhauser
Raphael Holzhauser (Wiener Neustadt, 16 februari 1993) is een Oostenrijks voetballer die bij voorkeur als middenvelder speelt.

## Carrière

### Begin profcarrière
Holzhauser zette zijn eerste voetbalstappen bij ATSV Teesdorf waar hij in de jeugd werd weggeplukt door profclub Rapid Wien. Op zijn 16de koos hij ervoor om de overstap naar Duitsland te maken waar hij in 2012 een driejarig contract tekende bij VfB Stuttgart. Holzhauser speelde er in eerste instantie voornamelijk bij het tweede elftal dat uitkwam in de 3. Liga. Met verloop van tijd kreeg hij echter ook steeds meer speelkansen in het eerste elftal. Stuttgart verhuurde hem gedurende het seizoen 2013-2014 aan FC Augsburg.

### Samenwerking met Thorsten Fink
Vervolgens keerde hij terug naar zijn thuisland waar hij voor Austria Wien ging spelen. Onder de Duitse trainer Thorsten Fink werd Holzhauser een zeer belangrijke en bepalende speler. Na drie seizoenen vertrok trainer Fink en werd hij trainer bij het Zwitserse Grasshopper Club Zürich waarna Holzhauser mee de overstap maakte. Bij Zürich liep het echter allemaal wat minder en met verloop van tijd werd trainer Fink er ontslagen. Niet veel later besloten Grasshopper Club Zürich en Holzhauser in onderling overleg uit elkaar te gaan waarna ook hij de club verliet.

### Belgische competitie
In het seizoen 2019/20 tekende hij voor de Belgische tweedeklasser Beerschot Voetbalclub Antwerpen waar hij een contract voor twee jaar heeft getekend. In zijn eerste seizoen bij Beerschot werd meteen kampioen gespeeld en de promotie naar Eerste Klasse A behaald. In de eerste 5 wedstrijden van het seizoen 2020/21 wist Holzhauser meteen 5 keer te scoren en ook nog eens 3 assists uit te delen. Na die goede start in de Belgische hoogste klasse werd Holzhauser voor de eerste keer opgeroepen voor de Oostenrijkse nationale ploeg en kreeg hij meteen ook zijn eerste cap. Hij mocht starten in een oefeninterland tegen Griekenland. In november 2020 tekende hij bij tot 2023.
Hij verliet Beerschot in juni 2022 voor Oud-Heverlee Leuven en tekende er voor twee jaar. In januari 2023 werd hij uitgeleend aan de Duitse derdeklasser TSV 1860 München voor de rest van het seizoen. In januari 2024 ging OH Leuven en Holzhauser uit elkaar.

### Omzwervingen
Hij tekende daarop bij het Luxemburgse Swift Hesperange. In september 2024 tekende hij bij het Maltese Marsaxlokk FC maar verliet de club alweer in december 2024. Hij tekende toen voor de Oostenrijkse derdeklasser SV Gloggnitz die laatste stond in de competitie.

## Clubstatistieken
| Seizoen | Club               | Land                 | Competitie        | Competitie | Competitie | Beker | Beker | Internationaal | Internationaal | Totaal | Totaal |
| Seizoen | Club               | Land                 | Competitie        | Wed.       | Dlp.       | Wed.  | Dlp.  | Wed.           | Dlp.           | Wed.   | Dlp.   |
| ------- | ------------------ | -------------------- | ----------------- | ---------- | ---------- | ----- | ----- | -------------- | -------------- | ------ | ------ |
| 2010/11 | VfB Stuttgart II   | Vlag van Duitsland   | 3. Liga           | 31         | 5          | 0     | 0     | —              | —              | 31     | 5      |
| 2011/12 | VfB Stuttgart II   | Vlag van Duitsland   | 3. Liga           | 29         | 4          | 0     | 0     | —              | —              | 29     | 4      |
| 2011/12 | VfB Stuttgart      | Vlag van Duitsland   | Bundesliga        | 2          | 0          | 1     | 0     | —              | —              | 3      | 0      |
| 2012/13 | VfB Stuttgart II   | Vlag van Duitsland   | 3. Liga           | 2          | 0          | 0     | 0     | —              | —              | 2      | 0      |
| 2012/13 | VfB Stuttgart      | Vlag van Duitsland   | Bundesliga        | 21         | 0          | 2     | 0     | 7              | 0              | 30     | 0      |
| 2013/14 | → FC Augsburg      | Vlag van Duitsland   | Bundesliga        | 13         | 0          | 3     | 0     | —              | —              | 16     | 0      |
| 2014/15 | VfB Stuttgart II   | Vlag van Duitsland   | 3. Liga           | 15         | 2          | 0     | 0     | —              | —              | 15     | 2      |
| 2014/15 | Austria Wien       | Vlag van Oostenrijk  | Bundesliga        | 16         | 1          | 1     | 0     | —              | —              | 17     | 1      |
| 2015/16 | Austria Wien       | Vlag van Oostenrijk  | Bundesliga        | 35         | 3          | 3     | 0     | —              | —              | 38     | 3      |
| 2016/17 | Austria Wien       | Vlag van Oostenrijk  | Bundesliga        | 35         | 8          | 3     | 0     | 12             | 4              | 50     | 12     |
| 2017/18 | Austria Wien       | Vlag van Oostenrijk  | Bundesliga        | 28         | 10         | 3     | 1     | 10             | 2              | 41     | 13     |
| 2018/19 | Grasshoppers       | Vlag van Zwitserland | Super League      | 21         | 3          | 1     | 0     | —              | —              | 22     | 3      |
| 2019/20 | Beerschot          | Vlag van België      | Eerste klasse B   | 29         | 7          | 2     | 1     | —              | —              | 31     | 8      |
| 2020/21 | Beerschot          | Vlag van België      | Eerste klasse A   | 32         | 16         | 0     | 0     | —              | —              | 32     | 16     |
| 2021/22 | Beerschot          | Vlag van België      | Eerste klasse A   | 30         | 3          | 2     | 1     | —              | —              | 32     | 4      |
| 2022/23 | OH Leuven          | Vlag van België      | Eerste klasse A   | 14         | 1          | 1     | 0     | —              | —              | 15     | 1      |
| 2022/23 | → TSV 1860 München | Vlag van Duitsland   | 3. Liga           | 14         | 3          | 0     | 0     | —              | —              | 14     | 3      |
| 2023/24 | OH Leuven          | Vlag van België      | Eerste klasse A   | 2          | 0          | 1     | 0     | —              | —              | 3      | 0      |
| 2023/24 | Swift Hesperange   | Vlag van Luxemburg   | Nationaldivisioun | 14         | 10         | 4     | 3     | —              | —              | 18     | 13     |
| 2024/25 | Marsaxlokk FC      | Vlag van Malta       | Premier League    | 8          | 0          | 0     | 0     | —              | —              | 8      | 0      |
| 2024/25 | SV Gloggnitz       | Vlag van Oostenrijk  | Regionalliga Ost  | 0          | 0          | 0     | 0     | —              | —              | 0      | 0      |
| Totaal  | Totaal             | Totaal               | Totaal            | 391        | 76         | 27    | 6     | 29             | 6              | 447    | 88     |

## Interlandcarrière
Holzhauser kwam uit voor diverse Oostenrijkse jeugdelftallen. Hij debuteerde in 2009 in Oostenrijk -21. Op 29 september 2020 werd hij, door zijn sterke competitiestart bij Beerschot, voor het eerst opgeroepen voor de A-selectie van het Oostenrijk. Holzhauser debuteerde op 7 oktober 2020 door in de basis te starten in de oefeninterland tegen Griekenland, na 66 minuten werd hij gewisseld voor Michael Gregoritsch. Oostenrijk zou deze interland uiteindelijk ook winnen met 2-1.

## Palmares
| Eerste klasse B | 1x | 2019/20 |

## Trivia
Holzhauser heeft de logo's van alle clubs waarvoor hij actief was op zijn rug getatoeëerd staan.